# 3-Methyl-2-pentanol
3-Methyl-2-pentanol ist eine chemische Verbindung aus der Gruppe der Alkanole.

## Vorkommen
3-Methyl-2-pentanol kommt natürlich in Tee (Camellia sinensis) vor. Es ist ein Metabolit, der im Urin von Ratten vorkommt, die einer kontrollierten Konzentration von 3-Methylpentan ausgesetzt sind.

## Gewinnung und Darstellung
3-Methyl-2-pentanol kann durch Reaktion von 3-Methyl-2-penten mit Diboran und anschließende Umsetzung mit Wasserstoffperoxid und Natriumhydroxid gewonnen werden.
Es kann auch durch Umsetzung von Methylmagnesiumbromid mit Isobutanal hergestellt werden.

## Eigenschaften
3-Methyl-2-pentanol ist eine farblose Flüssigkeit, die wenig löslich in Wasser ist.

## Sicherheitshinweise
Die Dämpfe von 3-Methyl-2-pentanol können mit Luft ein explosionsfähiges Gemisch (Flammpunkt 40 °C) bilden.